# Alopécie des robes diluées

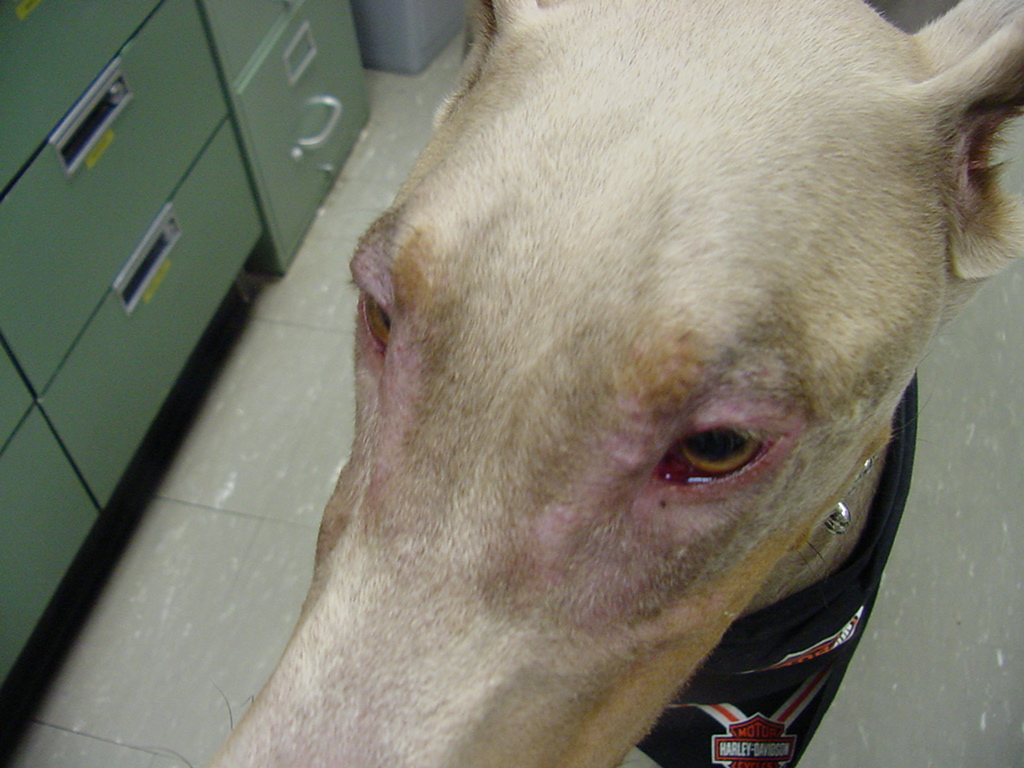
Un Dobermann bleu et feu présentant une alopécie autour des yeux.

Alopécie des mutants de couleur
L'alopécie des robes diluées (ARD) également appelée alopécie des mutants de couleur est une génodermatose qui touche les chiens, généralement dont la robe est de couleur bleue ou diluée, dont certaines parties du corps présentent une raréfaction de la fourrure.

## Épidémiologie
L'alopécie des robes diluées est rare. Il s'agit cependant de la maladie dermatologique héréditaire la plus fréquente chez le chien. 
Des races sont prédisposées à l'ARD :  Beagle, Beauceron, Berger allemand,,  Bleu de Gascogne, Boston terrier, Bouvier bernois,, Braque de Weimar, Caniche,, Chien d'eau portugais, Chihuahua,, Chowchow,, Doberman,, Dogue allemand,, Épagneul papillon français, Greyhound, Pinscher nain,, Petit lévrier italien,, Saluki,, Silky terrier, Teckel à poils ras ou dur,, Terre-Neuve,,  Terrier australien à poils soyeux, Schipperke,, Setter irlandais,, Shetland,, Yorkshire terrier,, Whippet,. L'alopécie des robes diluées a également été observée chez des chiens croisés.
Chez le Dobermann bleu et feu, le taux d'incidence de l'ARD varierait entre 57,9 et 89,5 %.

## Étiopathologie
L'origine de l'alopécie des robes diluées est mal connue. Cela pourrait être causé par un défaut de l'ectoderme.
Il s'agit d'une caractéristique génétique autosomique récessive associée à un gène de dilution de couleur. 

## Signes cliniques

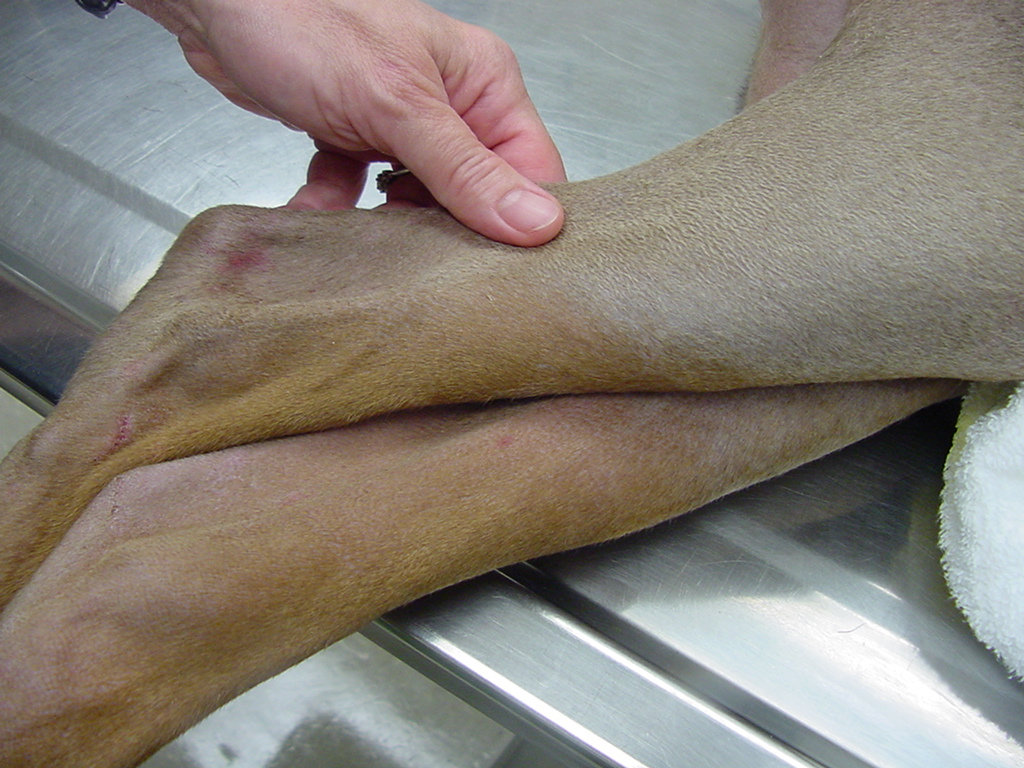
Raréfaction des poils (alopécie) sur les postérieurs d'un Dobermann.

L'alopécie n'est pas présente à la naissance. Les symptômes débutent généralement entre l'âge de 4 et 18 mois, mais peuvent aussi débuter chez l'adulte.
Progressivement, des zones du corps, notamment sur le tronc, voient leur poil devenir progressivement terne, sec et de plus en plus rare à cause d'une repousse du poil altérée. Des papules folliculaires peuvent évoluer en comédons. Des folliculites bactériennes chroniques peuvent également survenir.
Une étude clinique de six cas observe que l'épiderme est hyperplasique, avec des poils déformés ou atrophiés. Les follicules pileux, le derme et l'épiderme contiennent d'importants amas de mélanine.

## Dépistage et diagnostic
Il est conseillé aux éleveurs de ne pas faire reproduire les chiens atteints, ni les individus apparentés susceptibles d'être porteurs des mêmes mutations. Il n'existe pas de test ADN pour détecter la maladie, mais il est possible chez certaines races de rechercher la présence de certaines mutations du gène MLPH.

## Prise en charge
Il n'existe pas de traitement spécifique,. Des bains réguliers avec des agents antiséborrhéiques ou kératomodulateurs peuvent permettre de juguler la survenue d'infections bactériennes chroniques, et de réguler la production de sébum et la formation de comédons.

## Pronostic
Le pronostic est bon. Cependant, il est recommandé d'écarter l'animal concerné de la reproduction.